# Macbeth (2021)
Macbeth (Originaltitel: The Tragedy of Macbeth) ist ein Filmdrama von Joel Coen, das im September 2021 beim New York Film Festival seine Premiere feierte und seit Januar 2022 im Programm des Streamingdienstes Apple TV+ zu sehen ist. Der Schwarzweißfilm basiert auf der gleichnamigen Tragödie von William Shakespeare.

## Handlung
Macbeth ist zu Beginn treuer Vasall des Königs Duncan von Schottland. Nachdem ihm jedoch drei Hexen prophezeit haben, dass er König von Schottland werden soll, beschließen er und seine ehrgeizige Frau, Lady Macbeth, König Duncan zu ermorden. 
Nach dessen Ermordung lässt sich Macbeth zum König krönen und errichtet eine Tyrannenherrschaft. Sowohl seine Frau als auch Macbeth sind von großem Ehrgeiz und Machtstreben erfüllt, verlieren aber im Lauf der Ereignisse über ihre Verbrechen den Verstand und ihre Menschlichkeit.

## Produktion

### Filmstab und Besetzung
Es handelt sich bei The Tragedy of Macbeth um eine Adaption von Macbeth von William Shakespeare. Der Filmtitel entspricht dem Originallangtitel des Stücks. Regie führte Joel Coen, der auch das Drehbuch schrieb. Es ist der erste Spielfilm des Regisseurs und Produzenten, den er ohne seinen Bruder Ethan Coen realisierte.
Denzel Washington ist in der Rolle Lord Macbeths zu sehen. Corey Hawkins spielt Macduff, den Thane von Fife und Macbeths stärksten Widersacher. Frances McDormand ist in der Rolle von Lady Macbeth zu sehen. Der Ire Brendan Gleeson spielt King Duncan. Die britische Schauspielerin und Theaterregisseurin Kathryn Hunter verkörpert alle drei Hexen. Ralph Ineson, ebenfalls Brite, spielt den Captain, der Macbeth als Geist erscheint.

### Dreharbeiten und Szenenbild
Die Dreharbeiten wurden im Februar 2020 in Los Angeles begonnen, mussten aber aufgrund der Coronavirus-Pandemie Ende März 2020 unterbrochen werden. Die Aufnahmen entstanden in einem Studio. Als Kameramann fungierte Bruno Delbonnel. Der Film wurde in Schwarzweiß gedreht, im Seitenverhältnis 1,19:1, wie zu Ende der Stummfilmzeit. Diese nahezu quadratische Form erinnert Owen Gleiberman an frühe Werke der Filmgeschichte. Coen greife jedoch nicht nur den Look alter Filme auf, er gebe auch deren Atmosphäre und Geist wieder, und Macbeth erinnere so an einen düsteren Film Noir, einen Horrorfilm von Val Lewton und die Traumlandschaften, die Ingmar Bergman in Das siebente Siegel oder Carl Theodor Dreyer in Das Wort entworfen haben. So gelinge es Coen mit diesen  Bildern ein gesteigertes Kinogefühl zu erzeugen, das Gefühl eines „geschlossenen“ Filmuniversums und eine moralisch-emotionale Spielwiese für das Publikum, so Gleiberman.
Für das Szenenbild zeichnete Stefan Dechant verantwortlich.

### Filmmusik und Veröffentlichung
Die Filmmusik komponierte Carter Burwell, der zuletzt mit Coen für The Ballad of Buster Scruggs zusammenarbeitete. Das Soundtrack-Album mit insgesamt 13 Musikstücken wurde am 14. Januar 2022 von Milan Records als Download veröffentlicht. Burwells Arbeit befindet sich in einer Shortlist in der Kategorie Beste Filmmusik bei der Oscarverleihung 2022.
Die Premiere erfolgte am 24. September 2021 beim New York Film Festival, wo er als Eröffnungsfilm gezeigt wurde. Am 17. Oktober 2021 feierte er als Abschlussfilm des London Film Festivals seine Europapremiere. Ein Start in ausgewählten US-amerikanischen und deutschen Kinos erfolgte am 25. Dezember 2021. Am 14. Januar 2022 wurde der Film in das Programm des Streamingdienstes Apple TV+ aufgenommen.

## Rezeption

### Altersfreigabe und Kritiken
In den USA erhielt der Film von der MPAA ein R-Rating, was einer Freigabe ab 17 Jahren entspricht.
Von den bei Rotten Tomatoes aufgeführten Kritiken sind bislang 93 Prozent positiv bei einer durchschnittlichen Bewertung mit 8,2 von möglichen 10 Punkten. Auf Metacritic erhielt der Film einen Metascore von 88 von 100 möglichen Punkten.

### Einsatz im Unterricht

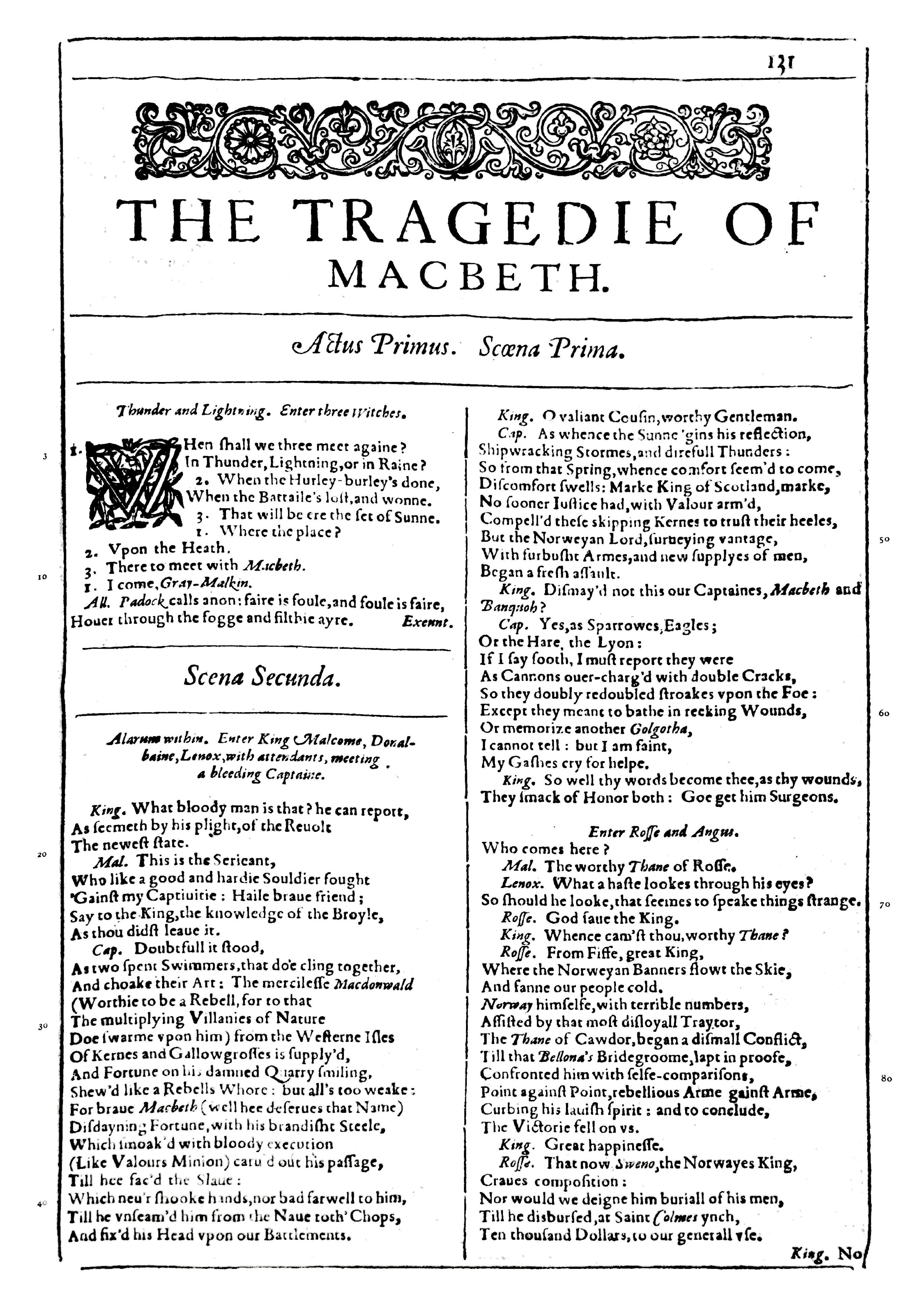
Faksimile der Erstausgabe von Macbeth

Das Onlineportal kinofenster.de empfiehlt den Film für die Unterrichtsfächer Englisch, Deutsch, Darstellendes Spiel, Philosophie und Psychologie und bietet Materialien zum Film für den Unterricht. Dort schreibt Ronald Ehlert-Klein, im Fach Theater sollte analysiert werden, wie theatrale und filmästhetische Mittel einander ergänzen. So könne der Fokus auf dem präzisen und intensiven Spiel sowie auf den Kostümen und der Szenografie liegen. Während Requisiten und die Kostüme einen deutlichen Mittelalterbezug suggerierten, wirkten zahlreiche Schauplätze stilisiert und zeitlos. Hieran anknüpfend könne die Diskussion hinsichtlich der Aktualität des Macbeth-Stoffs erfolgen.

### Auszeichnungen
Vom American Film Institute wurde The Tragedy of Macbeth in die Top Ten der Filme des Jahres 2021 aufgenommen. Im Folgenden weitere Auszeichnungen und Nominierungen.
African-American Film Critics Association Awards 2022
- Auszeichnung als Bester Nebendarsteller (Corey Hawkins)[16]

American Society of Cinematographers Awards 2022
- Nominierung für die Beste Kamera – Kinofilm (Bruno Delbonnel)[17]

Black Reel Awards 2021
- Nominierung als Bester Film (Joel Coen, Robert Graf und Frances McDormand)
- Nominierung als Bester Hauptdarsteller (Denzel Washington)
- Nominierung für die Beste Kamera (Bruno Delbonnel)
- Nominierung für das Beste Szenenbild (Stefan Dechant)
- Nominierung für die Besten Kostüme (Mary Zophres)[18]

Camerimage 2021
- Auszeichnung mit dem Silbernen Frosch für die Beste Kamera (Bruno Delbonnel)[19]

Critics’ Choice Movie Awards 2022
- Nominierung als Bester Hauptdarsteller (Denzel Washington)

Golden Globe Awards 2022
- Nominierung als Bester Schauspieler (Denzel Washington)

Golden Reel Awards 2022
- Nominierung in der Kategorie Achievement in Sound Editing – Feature Dialogue / ADR[20]

Hollywood Music in Media Awards 2021
- Nominierung für die Beste Filmmusik – Independent Film (Carter Burwell)[21]

National Board of Review Awards 2021
- Auszeichnung für das Beste adaptierte Drehbuch (Joel Coen)
- Auszeichnung für eine Besondere Einzelleistung (Kamera von Bruno Delbonnel)
- Aufnahme in die Top-Ten-Filme[22]

New York Film Critics Circle Awards 2021
- Auszeichnung als Beste Nebendarstellerin (Kathryn Hunter)

Oscarverleihung 2022
- Nominierung für die Beste Kamera (Bruno Delbonnel)
- Nominierung als Bester Hauptdarsteller (Denzel Washington)
- Nominierung für das Beste Szenenbild (Stefan Dechant und Nancy Haigh)

Satellite Awards 2021
- Nominierung als Bester Hauptdarsteller (Denzel Washington)
- Nominierung für das Beste adaptierte Drehbuch (Joel Coen)
- Nominierung für die Beste Kamera (Bruno Delbonnel)
- Auszeichnung für das Beste Szenenbild (Stefan Dechant)[23]

Screen Actors Guild Awards 2022
- Nominierung als Bester Hauptdarsteller (Denzel Washington)

Sunset Circle Awards 2021
- Nominierung für die Beste Kamera[24]

USC Scripter Awards 2022
- Nominierung für das Beste Filmdrehbuch (Joel Coen und William Shakespeare)[25]

VES Awards 2022
- Nominierung in der Kategorie Visuelle Effekte als Unterstützung in einem fotorealistischen Spielfilm[26]

## Synchronisation
Die deutsche Synchronisation entstand nach einem Dialogbuch und der Dialogregie von Axel Malzacher im Auftrag der FFS Film- & Fernseh-Synchron GmbH, Berlin.
| Darsteller          | Synchronsprecher     | Rolle              |
| ------------------- | -------------------- | ------------------ |
| Denzel Washington   | Torsten Michaelis    | Macbeth            |
| Frances McDormand   | Heidrun Bartholomäus | Lady Macbeth       |
| Robert Gilbert      | Tobias Nath          | Angus              |
| Bertie Carvel       | Stefan Kaminski      | Banquo             |
| Ralph Ineson        | Oliver Stritzel      | Captain            |
| Brendan Gleeson     | Axel Lutter          | Duncan             |
| Kathryn Hunter      | Katharina Thalbach   | Hexen / alter Mann |
| Corey Hawkins       | Leonhard Mahlich     | Macduff            |
| Harry Melling       | Roman Wolko          | Malcolm            |
| Sean Patrick Thomas | Frank Schaff         | Monteith           |
| Scott Subiono       | Tobias Lelle         | Mörder #1          |
| Alex Hassell        | Alexander Doering    | Ross               |
| James Udom          | Nico Sablik          | Seyton             |
| Richard Short       | Tommy Morgenstern    | Siward             |